# Hanggai (groupe)
Pour les articles homonymes, voir Hanggai.
Hanggai (chinois simplifié : 杭盖乐队 ; pinyin : hánggài yuèduì, mongol : ᠬᠠᠩᠭᠠᠢ mongol cyrillique : Хангай) est un groupe chinois mongol de pop punk, originaire de Mongolie-Intérieure, chantant en langue mongole et basé à Pékin.

## Histoire
Le groupe est formé en 2004 et produit un mélange de musique mongole traditionnelle et de punk rock,. Le terme Hanggai est un mot mongol qui fait référence à un paysage idéalisé de pâturages, montagnes, rivières, arbres et un ciel bleu.

## Style musical
Le groupe Hanggai crée de nouveaux mélanges dans l'industrie musicale chinoise par leur approche punk rock de la musique traditionnelle mongole,. Le groupe chante en khalkha, le mongol vernaculaire des aires de culture mongole. Les liaisons culturelles entre la Chine dans son ensemble et la Mongolie sont restés très fort depuis Gengis Khan et la dynastie Yuan. La Mongolie étant assez proche de Pékin (la Grande Muraille est à environ 80 km de la capitale chinoise), sa culture a toujours grandement influencé la ville.
Très tôt, la musique populaire, amenée par les médias électriques de masse comme le cinéma influencent l'ensemble de la Chine avec des films comme Les gens sur la prairie (草原上的人们, cǎoyuán shàng de rénmen, 1952) et son morceau de musique resté célèbre dans toute la Chine, áobāo xiānghuì (敖包相会, « rencontre au ovoo ») mélangeant mélodie mongole, orchestration mongole, han et occidentale, influencé par la musique d'alors et paroles en mandarin. Le punk rock mongol est par contre un phénomène des années 2010 et reste très marginal en Chine. Ce groupe ne chante qu'en mongol.

## Tournées
Le groupe organise le Hanggai Music Festival chaque année depuis 2010, invitant des groupes tels que Huun-Huur-Tu et The Randy Abel Stable. Hanggai s'est produit deux fois au festival de musique folklorique d'Edmonton, au Canada, en 2009 et en 2015. Ils ont été très bien accueillis et d'autres groupes d'Asie centrale, comme le Tuvan Huun Huur Tu, ont été invités depuis.
Bien qu'il soit connu avant tout comme un festival de musique principalement axé sur le heavy metal, le groupe s'est produit au Wacken Open Air en 2010. Le groupe s'est aussi produit au Sydney Festival en janvier 2011.
Le groupe a conservé une popularité constante aux Pays-Bas, se produisant dans de nombreux festivals d'été et salles de concert depuis. Le groupe s'est également produit au Sziget Festival, à Budapest, en 2017. 

## Membres

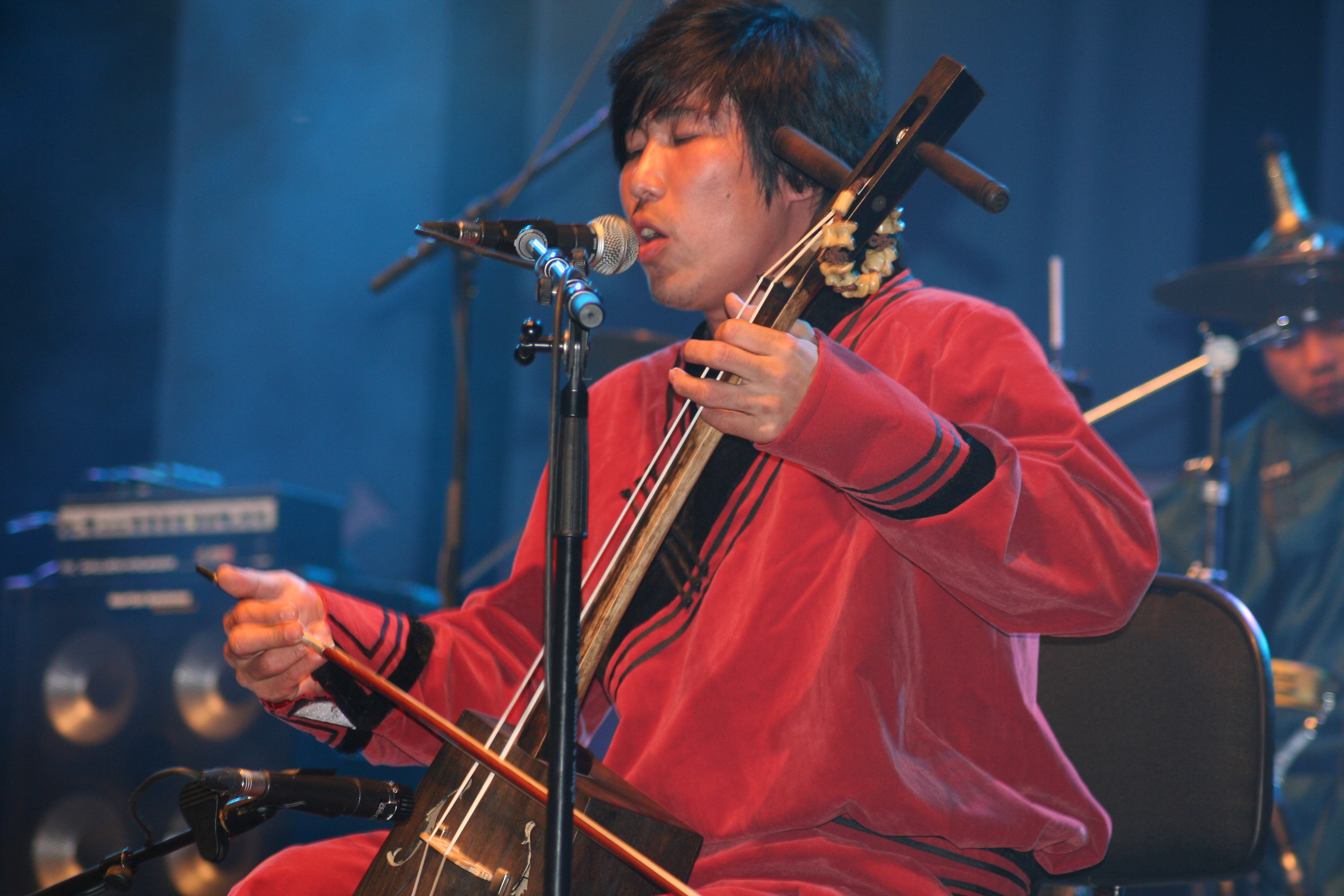
Batubagen (Bagen).

Certains membres du groupe sont d'ethnie mongole, d'autres d’ethnie Han spécialisés en instruments mongols. Tous les membres sont originaires de Mongolie-Intérieure ou de Pékin. Le groupe a également joué avec Mike McLaughlin (en) (guitare) et Chris Trzcinski (percussion) le morceau Lunhui (轮回, lúnhuí, lit. : saṃsāra) lors d'un morceau en direct sur la chaîne de télévision chinoise CCTV-3 pour l'émission intitulée 《24小时极限创作作品》 (« produire une œuvre en 24 heures maximum »),.

## Discographie
- 2007 : Hanggai/航盖 (Beijing Dongfang Yingyin, 1 avril 2007)
- 2008 : Introducing Hanggai (World Music Network, 28 juillet 2008)
- 2008 : 蒙古新民乐 (nouvelle musique folklorique mongole) (auto-produit, octobre 2008)
- 2010 : He Who Travels Far/远走的人 (World Connection, 18 octobre 2010)
- 2012 : Four Seasons/四季 (Starsing Records, 1 mai 2012)
- 2013 : 鸿雁 (20 décembre 2013)
- 2014 : Baifang/拜访 (Harlem Recordings, 7 février 2014)
- 2014 : Back to You/回到你身旁 (视袭音乐, 4 avril 2014,  (ISBN 9787798505344))
- 2016 : Horse of Colors/花斑马 (Tian Hao Entertainment, 9 mai 2016)
- 2017 : 超越才酷 (surmonter la cruauté) (2 janvier 2017)
- 2017 : 杭盖精神 (esprit du Hanggai) (21 novembre 2017)
- 2017 : Homeland/故乡 (Tian Hao Entertainment, 5 décembre 2017)
- 2019 : Big Brass Band 2019/北边的芨芨草 (太合乐人 25 février 2019)